# تانماترا
تانماترا (تن ماترا) (انگلیسی: Tanmatra)، در فلسفه سانکهیا یکی از عناصر اولیه یا یکی از پنج عنصر لطیف اولیه و آفرینش نخستین می باشد.

## اصل لطیف یا اولیهٔ ذهن
تانماترا، اصل لطیف یا اولیهٔ ذهن؛ گاندا (بو)؛ راساً (طعم)؛ روپا (شکل)؛ اسپارسا (لمس یا حس) شابدا (صدا) که از آن‌ها عناصر پنج‌گانه ناشی می‌شود.

## پنج عنصر لطیف
عناصر لطیف از خودآگاهی پیدا می‌شوند. «کاریکا» دربارهٔ این عناصر لطیف می‌گوید: پنج عنصر لطیف غیر متعین اند و از اینان پنج عنصر مادی (bhutani) پدید می‌آیند. پنج عنصر لطیف عبارت اند از قوهٔ سامعه (Shabda)، قوهٔ لامسه (Sparśa)، قوهٔ باصره (Murti)، قوهٔ ذائقه (rasa)، قوهٔ شامه (gandha).

## جنانندرییانی
اعصاب حسی زیر نفوذ عقل کار می‌کنند؛ لذا سیستم موتوری کارمِندرییانی (karmendriyani) و نیز جنانندرییانی (jnandriyani) را می‌سازند. اولی روان را به حرکات بدن، و دومی به عقل (Buddhi) و به پنج تانماترای (tanmatras) بساوی، دیداری، چشایی، و بویایی مرتبط می‌سازد، که با پنج اصل اتر، هوا، آتش، آب و خاک به ترتیب ارتباط دارد.